# ربکا شول
ربکا شول (به انگلیسی: Rebecca Schull) (زاده ۲۲ فوریهٔ ۱۹۲۹)، بازیگر آمریکایی است.
از فیلم‌های معروف او می‌توان به بازی در فیلم زندگی من ، تحلیل این اشاره کرد.